# Darío Ramos Pinazo
Darío Ramos Pinazo (Valencia, 19 de octubre de 1999) es un futbolista español que juega en la demarcación de portero en el CD Arenteiro de la Primera Federación.

## Biografía
Tras empezar su carrera futbolística en la cantera del Real Zaragoza, se marchó al Real Madrid en 2015. Siguió por los filiales Atlético Albacete y Getafe CF "B", hasta que finalmente en 2021 recaló en las filas inferiores del CA Osasuna "B". Debutó con el segundo equipo el 4 de septiembre de 2021 contra el CD Tropezón, encuentro que finalizó con 2-0. El 2 de diciembre de 2021 debutó con el primer equipo en Copa del Rey contra el CF San Agustín de Guadalix.

## Clubes
Actualizado al último partido disputado el 25 de mayo de 2024.
| Club                 | País   | Año       | Partidos | Goles |
| -------------------- | ------ | --------- | -------- | ----- |
| Real Madrid Castilla | España | 2017-2018 | 0        | 0     |
| Atlético Albacete    | España | 2018-2019 | 28       | 0     |
| Albacete Balompié    | España | 2019      | 0        | 0     |
| Getafe CF "B"        | España | 2019-2021 | 18       | 0     |
| CA Osasuna           | España | 2021      | 1        | 0     |
| CA Osasuna "B"       | España | 2021-2024 | 38       | 0     |
| CD Arenteiro         | España | 2024-     |          |       |